# Người Xhosa
Người Xhosa  là một nhóm dân tộc Nguni sinh sống nhiều ở phía đông Nam Phi (tỉnh Đông Cape). Cộng đồng người Xhosa ở Zimbabwe tuy số lượng ít nhưng đóng một vai trò quan trọng trong các nhóm sắc tộc ở Zimbabwe. Ngôn ngữ của họ, tiếng Xhosa, được công nhận là ngôn ngữ quốc gia ở Zimbabwe và là một ngôn ngữ chính được sử dụng nhiều ở Cộng hòa Nam Phi.

Bản đồ các khu vực nói tiếng Xhosa ở Nam Phi (khu vực màu xanh lá cây)